# Нулевая отчётность (Россия)
Нулевая отчётность (нулевой баланс) — комплекс бухгалтерской, налоговой и статистической отчётности, представляемой налогоплательщиком, временно не осуществляющим финансово-хозяйственную деятельность, в контролирующие органы в соответствии с требованиями законодательства Российской Федерации.

## Нулевойбаланс
Нулевой баланс обладает следующими признаками:
- Валюта баланса не превышает Уставного капитала
- В отчёте о Прибылях и убытках прибыль 0 или отрицательна

Нулевой баланс сдаётся до 30 числа месяца, следующего за кварталом, годовой - с 1 по 31 марта следующего года. Баланс полностью нулевым быть не может, за исключением случая если он — ликвидационный баланс.

## Нулевая налоговая отчётность
Нулевая отчетность составляется по общепринятым формам, при этом большинство показателей в ней равно «0», поэтому ее и принято называть нулевой. В нулевой отчётности все переменные поля, кроме титульного листа, раздела 1 (Сведения об организации) и 2 (Код ОКАТО/с 01.01.2014 года на этом месте код ОКТМО, КБК) равны нулю или «пустое значение». Если налоговая база при использовании налоговых льгот равна нулю, то отчётность не является нулевой. Как правило, налоговые органы даже не спрашивают наличие дискеты, если сдаётся вместе с нулевым балансом от дискеты не отказываются.
Необходимо сдавать нулевую отчётность только по следующим налогам:
- сведения о среднесписочной численности — 0 человек, необходимо представить до 20 января (всем организациям и индивидуальным предпринимателям, привлекавшим работников), а также до 20 числа следующего месяца после регистрации (только организациям).
- НДС—налог на добавленную стоимость (если не предоставлено освобождение). С 2014 года обязательно сдавать в виде Единой Упрощённой Декларации.
- НДФЛ—налог на доходы физических лиц (только ИП на общем режиме)
- налог на прибыль организаций
- единый сельскохозяйственный налог (только в первом году после государственной регистрации, в ином случае право на применение ЕСХН утрачивается с начала года).
- налог, взимаемый по упрощённой системе

Нулевыми не могут быть декларации по ЕНВД (налогоплательщик обязан сняться с учёта). Однако нулевая декларация по ЕНВД допустима в ряде исключений, например временной нетрудоспособности предпринимателя.
По остальным налогам если отсутствует объект налогообложения — нулевая декларация не представляется.

### Штрафы за несдачу нулевой отчётности
Штрафы начисляются за несвоевременную сдачу. Технические ошибки не наказываются, но ошибка в налоговом периоде в декларации в электронном виде- несданный отчёт.
- Налоговая. На организацию - с 02 сентября 2010 года - 1000 рублей (100 рублей ранее), на должностных лиц - от 300 до 500 рублей за каждую декларацию.
- Бухгалтерская, а также среднесписочная численность. На организацию - с 02 сентября 2010 года - 200 рублей (50 рублей ранее), на должностных лиц - от 300 до 500 рублей за каждую форму. У ИП начиная с 2014 года отчёт о среднесписочной численности равнозначен предоставленным с 0 работников.
- В фонды (ФСС, ПФР). На организацию - 1000 рублей.
- В органы статистики.

### Единая упрощённая декларация
Организация на общем режиме налогообложения имеет право сдать Единую упрощённую декларацию, состоящую из первого листа, а при отсутствии ИНН у руководителя на обратной стороне заполняется дополнительный лист. Юридически требуется справка из банка, но многие территориальные налоговые для сокращения документооборота допускают сдачу без неё, либо только с письмом за подписью руководителя. Порядок заполнения декларации по НДС рекомендовал сдать Единую Упрощённую а с 2014 года только в таком виде данная «нулевая» декларация может быть сдана в бумажном виде.
Плательщики УСН также могут сдавать единую (упрощенную) декларацию, если в течение года деятельность у них отсутствовала, и не было движение денежных средств по расчётному счету и кассе. Срок сдачи единой упрощенной декларации – не позднее 20 января.

## Нулевая отчётность во внебюджетные фонды
Индивидуальные предприниматели сдают только если ранее вставали на учёт как работодатели, но все работники ранее уволены, и не снялись с учёта.
Ежеквартально сдаётся форма 4-ФСС, в которой фонд рекомендует указывать численность 1 человек (руководитель), с учётом его пола и инвалидности.
В ПФР с 2010 сдаётся форма РСВ-1 с сопроводительным письмом и без дискеты.

## Статистическая отчётность
Сдаётся также нулевая статистическая отчётность. Нулевой баланс необходимо предоставить.

## Особые случаи
Существует также понятие «нулевая отчётность с сальдовым остатком». На практике сдачи выделяют 2 случая:
- В форме присутствует переплата или недоимка с прошлых периодов, но остальные показатели не заполнены. Отчётность обычно может быть сдана как нулевая.
- Отчётность не изменилась с прошлого периода, но заполняется нарастающим итогом с начала года (либо погашена недоимка по персонифицированному учёту). В данном случае таковой не является.